# Мюленбергия
Мюленбе́ргия (лат. Muhlenbérgia) — род травянистых растений семейства Злаки (Poaceae).

## Распространение
Встречается в тропических и субтропических областях Америки и Азии (от Афганистана до Дальнего Востока России).

## Ботаническое описание
Однолетние или многолетние травы, 10—80 см высотой. Стебли прямые или восходящие. Листья линейные или ланцетно-линейные, плоские, 1—6 мм шириной; язычки перепончатые, 0,1—1 мм длиной.
Колоски одноцветковые, обоеполые, 1,7—3,5 мм длиной, собраны в раскидистую или сжатую метёлку, 5—25 см длиной. Колосковые чешуи короче колоска, перепончатые, от ланцетных до широкояйцевидных. Нижняя цветковая чешуя кожисто-перепончатая, широколанцетная, килеватая, с остью. Ость прямая или закрученная, 1,8—18 мм длиной. Верхняя цветковая чешуя плёнчатая, почти равная нижней. Цветочных плёнок 2. Тычинок 3. Пестик с перистыми рыльцами. Зерновка свободная, узко-продолговатая, 1—2 мм длиной.

## Таксономия
Род назван в честь немецко-американского ботаника Готтилфа Генри Эрнеста Мюленберга.
Muhlenbergia Schreb., Gen. Pl., ed. 8[a], 1: 44 (1789).

### Синонимы
- Aegopogon Humb. & Bonpl. ex Willd. (1806)
- Anthipsimus Raf. (1819)
- Atherophora Willd. ex Steud. (1840), nom. inval.
- Bealia Scribn. (1890)
- Blepharoneuron Nash (1898)
- Calycodon Nutt. (1848)
- Chaboissaea E.Fourn. ex Benth. & Hook.f. (1883)
- Cleomena Roem. & Schult. (1817)
- Clomena P.Beauv. (1812)
- Crypsinna E.Fourn. (1886)
- Dactylogramma Link (1833)
- Dilepyrum Michx. (1803)
- Epicampes J.Presl (1830)
- Flexularia Raf. (1819)
- Hymenothecium Lag. (1816)
- Lycurus Kunth (1816)
- Pereilema J.Presl (1830)
- Pleopogon Nutt. (1848)
- Podosemum Desv. (1810)
- Redfieldia Vasey (1887)
- Schaffnera Benth. (1882), nom. illeg.
- Schaffnerella Nash (1912)
- Schedonnardus Steud. (1854)
- Schellingia Steud. (1850)
- Sericrostis Raf. (1825)
- Spirochloe Lunell (1915), nom. superfl.
- Tosagris P.Beauv. (1812)
- Trichochloa DC. (1813), nom. illeg.
- Trichochloa P.Beauv. (1812)
- Vaseya Thurb. (1863)

### Виды
Род включает около 155 видов, некоторые из них:
- Muhlenbergia capillaris (Lam.) Trin. — Мюленбергия волосовидная
- Muhlenbergia curviaristata (Ohwi) Ohwi — Мюленбергия согнутоостая
- Muhlenbergia cuspidata (Torr.) Rydb. — Мюленбергия остроконечная
- Muhlenbergia glomerata (Willd.) Trin. — Мюленбергия клубочковая
- Muhlenbergia huegelii Trin. — Мюленбергия Хюгеля, или Мюленбергия Гюгеля
- Muhlenbergia japonica Steud. — Мюленбергия японская
- Muhlenbergia mexicana (L.) Trin. — Мюленбергия мексиканская
- Muhlenbergia schreberi J.F.Gmel. typus[1] — Мюленбергия Шребера